# Центральная городская библиотека имени Л. Н. Толстого

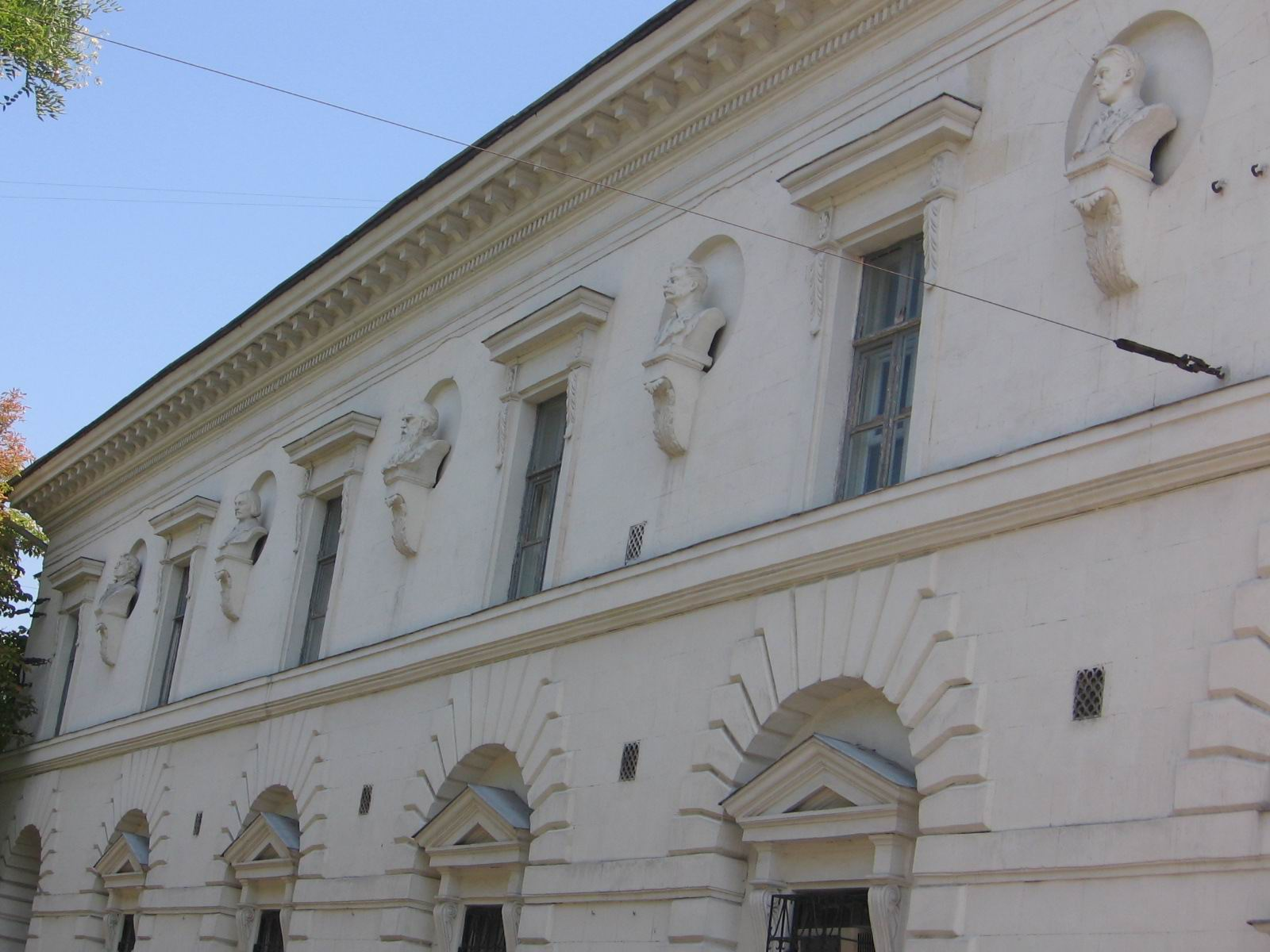
Фрагмент фасада здания библиотеки

Центральная городская библиотека им. Л. Н. Толстого — библиотека в г. Севастополь, одна из старейших библиотек города и Крыма.

## История
Была открыта в январе 1901 года, как общественная библиотека. Основой для её создания послужили книги, подаренные частными лицами. Библиотека была платной, но плата была низкой, 1 рубль в год, и поэтому она считалась самой доступной библиотекой города. Здание библиотеки находилось на площади Таврической (угол Большой Морской), на том месте, где сейчас расположен кинотеатр «Победа».
Революционные события и Гражданская война серьёзно отразились на работе библиотеки. Библиотека была фактически разорена, книжный фонд уничтожен. После установления Советской власти в Севастополе, 22 ноября 1920 года, по решению ревкома, была открыта Центральная городская библиотека.
В 1932 году на Центральную городскую библиотеку было возложено методическое руководство библиотеками города, которое она осуществляет до настоящего времени.
К сороковым годам книжный фонд библиотеки насчитывал 21020 книг, библиотека обслуживала 3 тысячи постоянных читателей, выдавая им в год более 55 тысяч книг.
В годы Великой Отечественной войны Севастополь был разрушен фашистами до основания. Здание библиотеки было сожжено. Книжный фонд погиб. Сразу после освобождения Севастополя в 1944 году была вновь открыта Центральная городская библиотека, которая временно разместилась в подвале Музея Черноморского Флота. Основой фонда послужили книги различных библиотек и учреждений, присланные со всей страны.
В 1953 году библиотека переехала в специально выстроенное здание по проекту архитектора М. Ушаковой, по ул. Ленина, 51, площадью 1560 м кв., где находится в настоящее время. Это одно из красивейших зданий в центре города, которое является памятником архитектуры местного значения. В этом же году библиотеке присвоено имя великого русского писателя Льва Николаевича Толстого.
В 1959 году библиотека перешла на работу с открытым доступом.
В 1971 году на базе библиотеки проведена централизация 22 городских библиотек для взрослых. В 1976 году централизовано ещё 19 библиотек сельской и пригородной зоны.

## Библиотека сегодня
Центральная городская библиотека им. Л. Н. Толстого сегодня — это информационный, культурный и досуговый центр города, депозитарий краеведческих изданий.
Фонд библиотеки составляют около 300 тысяч книг, журналов, газет, нот, грампластинок, CD-ROMов и других документов. Услугами библиотеки пользуются около 19 тысяч читателей, которым ежегодно выдаётся около 400 тысяч источников информации, выполняется свыше 11 тысяч библиографических справок.
В библиотеке проводятся встречи с писателями, поэтами, презентации новых изданий, литературно-музыкальные вечера.